# Salzatal
Salzatal è un comune della Germania che si trova nel circondario della Saale nel Land della Sassonia-Anhalt.
Non esiste alcun centro abitato denominato «Salzatal»; si tratta pertanto di un comune sparso.

## Geografia fisica
Salzatal si trova nella parte di nord-ovest del Saalekreis e confina ad est con la grande città di Halle. Confina inoltre a nord con Wettin-Löbejün, con Teutschenthal a sud,  con Seegebiet Mansfelder Land e Gerbstedt (entrambe appartenenti al Circondario di Mansfeld-Südharz) ad ovest.

## Storia
Il comune di Salzatal venne costituito il 1º gennaio 2010 dalla fusione dei comuni di Beesenstedt, Bennstedt, Fienstedt, Höhnstedt, Kloschwitz, Lieskau, Salzmünde, Schochwitz e Zappendorf.
Il nome proviene dal fiume Salza, un fiume che attraversa il comune da sud a nord per poi diventare un affluente della Saale, nel quale confluisce nel territorio dell'ex comune di Salzmünde (ora frazione di Salzatal). La Saale costituisce quasi l'intero confine nord-orientale del comune.

## Geografia antropica
Il comune di Salzatal è diviso in 9 municipalità (Ortschaft), a loro volta ulteriormente divise in frazioni (Ortsteil):
| Municipalità | Frazioni                                                                 |
| ------------ | ------------------------------------------------------------------------ |
| Beesenstedt  | Beesenstedt Naundorf Schwittersdorf Zörnitz                              |
| Bennstedt    | Bennstedt                                                                |
| Fienstedt    | Fienstedt                                                                |
| Höhnstedt    | Höhnstedt                                                                |
| Kloschwitz   | Johannashall Kloschwitz Rumpin Trebitz                                   |
| Lieskau      | Lieskau                                                                  |
| Salzmünde    | Benkendorf Gödewitz Neuragoczy Pfützthal Quillschina Salzmünde Schiepzig |
| Schochwitz   | Gorsleben Krimpe Räther Schochwitz Wils                                  |
| Zappendorf   | Köllme Müllerdorf Zappendorf                                             |